# Giro dell'Orsiera
Il Giro dell'Orsiera è un percorso escursionistico a forma di anello intorno al Monte Orsiera. Si svolge prevalentemente nel parco naturale Orsiera - Rocciavrè ed ha come punti di appoggio alcuni rifugi. Il giro completo prevede circa 4.000 metri di dislivello positivo e raggiunge una quota massima di 2635 metri s.l.m..

## Rifugi alpini
I rifugi interessati al Giro dell'Orsiera sono:
- Rifugio Amprimo - in Val di Susa
- Rifugio Balma - in Val Sangone
- Rifugio Geat Val Gravio - in Val di Susa
- Rifugio Selleries - in Val Chisone
- Rifugio Toesca - in Val di Susa

## Tappe
Le possibili tappe sono:
1. Da Forno (frazione di Coazze) al Rifugio Balma
2. Dal Rifugio Balma al Rifugio Selleries
3. Dal Rifugio Selleries al Rifugio Toesca
4. Dal Rifugio Toesca al Rifugio Amprimo
5. Dal Rifugio Amprimo al Rifugio Geat Val Gravio
6. Dal Rifugio Geat Val Gravio a Forno di Coazze.